# Kinfauns Castle

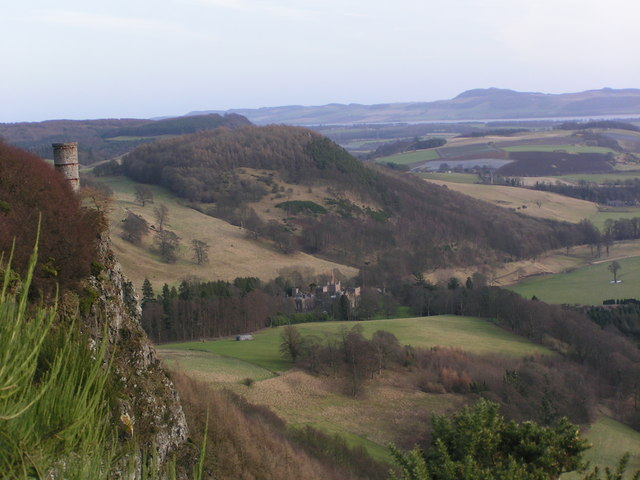
Kinfauns Castle von Kinnoul Hill aus

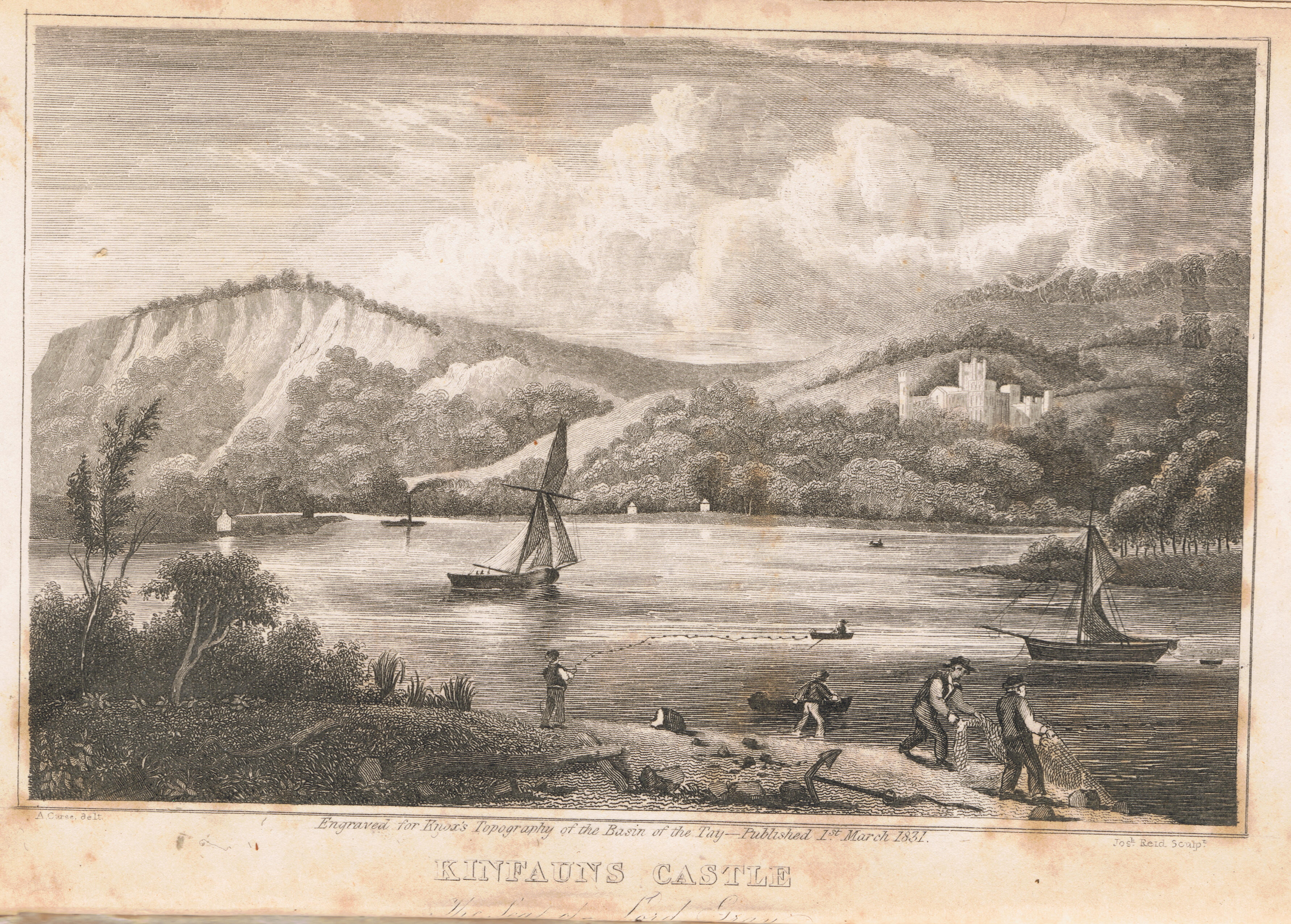
Kinfauns Castle: Gravierung von J. Reid nach einem Gemälde von Alexander Carse.

Kinfauns Castle ist ein zinnenbewehrtes Landhaus in der schottischen Council Area Perth and Kinross. Lord Gray ließ es zwischen 1822 und 1826 nach Plänen von Robert Smirke an der Stelle einer früheren, mittelalterlichen Festung errichten.
Heute wohnt die schottische Geschäftsfrau Ann Gloag in dem Haus, das Historic Scotland als historisches Bauwerk der Kategorie A gelistet hat. Das Anwesen wurde auch in das Inventory of Gardens and Designed Landscapes in Scotland aufgenommen.
Der eingefriedete Garten und das Gärtnerhaus wurden 1910 von Francis William Deas gestaltet.
Das Dampfschiff RMS Kinfauns Castle der Union-Castle Line ist nach diesem Landhaus benannt und life 1899 vom Stapel. Das Schiff wurde von Charles de Lacy gemalt.